# Belgien i olympiska sommarspelen 2012
Belgien deltog i de olympiska sommarspelen 2012 som ägde rum i London i Storbritannien mellan den 27 juli och den 12 augusti 2012.

## Medaljörer
| Medalj | Namn               | Sport   | Gren                          |
| ------ | ------------------ | ------- | ----------------------------- |
| Silver | Lionel Cox         | Skytte  | Herrarnas 50 m gevär liggande |
| Brons  | Evi Van Acker      | Segling | Damernas laser radial         |
| Brons  | Charline Van Snick | Judo    | Damernas 48 kg                |

## Badminton
Damer
| Tävlande   | Gren   | 32-delsfinal               | 18-delsfinal                | 8-delsfinal          | Kvartsfinal          | Semifinal            | Final                | Final            |                  |
| Tävlande   | Gren   | Motståndare Resultat       | Motståndare Resultat        | Motståndare Resultat | Motståndare Resultat | Motståndare Resultat | Motståndare Resultat | Placering        |                  |
| ---------- | ------ | -------------------------- | --------------------------- | -------------------- | -------------------- | -------------------- | -------------------- | ---------------- | ---------------- |
| Lianne Tan | Singel | Nehwal (IND) L 4–21, 14–21 | Jaquet (SUI) W 21–16, 21–16 | 2                    | Gick inte vidare     | Gick inte vidare     | Gick inte vidare     | Gick inte vidare | Gick inte vidare |

Herrar
| Tävlande  | Gren   | 32-delsfinal                           | 16-delsfinal                 | 8-delsfinal          | Kvartsfinal          | Semifinal            | Final                | Final            |                  |
| Tävlande  | Gren   | Motståndare Resultat                   | Motståndare Resultat         | Motståndare Resultat | Motståndare Resultat | Motståndare Resultat | Motståndare Resultat | Placering        |                  |
| --------- | ------ | -------------------------------------- | ---------------------------- | -------------------- | -------------------- | -------------------- | -------------------- | ---------------- | ---------------- |
| Yuhan Tan | Singel | Nguyễn T M (VIE) L 21–17, 10–21, 14–21 | Kashyap (IND) L 21–14, 21–12 | 3                    | Gick inte vidare     | Gick inte vidare     | Gick inte vidare     | Gick inte vidare | Gick inte vidare |

## Bordtennis
Herrar
| Tävlande          | Gren       | Grundomgång          | Omgång 1             | Omgång 2             | Omgång 3             | Omgång 4             | Kvartsfinal          | Semifinal            | Final                | Final            |
| Tävlande          | Gren       | Motståndare Resultat | Motståndare Resultat | Motståndare Resultat | Motståndare Resultat | Motståndare Resultat | Motståndare Resultat | Motståndare Resultat | Motståndare Resultat | Plats            |
| ----------------- | ---------- | -------------------- | -------------------- | -------------------- | -------------------- | -------------------- | -------------------- | -------------------- | -------------------- | ---------------- |
| Jean-Michel Saive | Herrsingel | Bye                  | Jevtović (SRB) W 4–1 | Kreanga (GRE) L 1–4  | Gick inte vidare     | Gick inte vidare     | Gick inte vidare     | Gick inte vidare     | Gick inte vidare     | Gick inte vidare |

## Cykling

### Landsväg
Damer
| Tävlande         | Gren      | Tid      | Placering |
| ---------------- | --------- | -------- | --------- |
| Liesbet de Vocht | Linjelopp | 3:35,56  | 9         |
| Liesbet de Vocht | Tempolopp | 42:08,28 | 23        |
| Ludivine Henrion | Linjelopp | OTL      | OTL       |
| Maaike Polspoel  | Linjelopp | 3:36,01  | 29        |

Herrar
| Tävlande          | Gren      | Tid      | Placering |
| ----------------- | --------- | -------- | --------- |
| Philippe Gilbert  | Linjelopp | 5:46,05  | 19        |
| Philippe Gilbert  | Tempolopp | 54:39,98 | 17        |
| Tom Boonen        | Linjelopp | 5:46,37  | 28        |
| Jürgen Roelandts  | Linjelopp | 5:46,05  | 7         |
| Greg Van Avermaet | Linjelopp | 5:46,37  | 92        |
| Stijn Vandenbergh | Linjelopp | 5:46,51  | 100       |

### Bana
Förföljelse
| Tävlande                                                                         | Gren                     | Kvalifikation | Kvalifikation | Semifinal            | Semifinal        | Final                | Final            |
| Tävlande                                                                         | Gren                     | Tid           | Placering     | Motståndare Resultat | Placering        | Motståndare Resultat | Placering        |
| -------------------------------------------------------------------------------- | ------------------------ | ------------- | ------------- | -------------------- | ---------------- | -------------------- | ---------------- |
| Dominique Cornu Jasper De Buyst Kenny De Ketele Moreno De Pauw Jonathan Dufrasne | Herrarnas lagförföljelse | 4:04,053      | 9             | Gick inte vidare     | Gick inte vidare | Gick inte vidare     | Gick inte vidare |

Omnium
| Tävlande        | Gren             | Flygande varv | Flygande varv | Poänglopp | Poänglopp | Utslagslopp | Förföljelse          | Förföljelse | Scratch race | Scratch race | Tempolopp | Tempolopp | Totalpoäng | Placering |
| Tävlande        | Gren             | Tid           | Placering     | Poäng     | Placering | Placering   | Motståndare Resultat | Placering   | Tid          | Placering    | Tid       | Pl.       | Totalpoäng | Placering |
| --------------- | ---------------- | ------------- | ------------- | --------- | --------- | ----------- | -------------------- | ----------- | ------------ | ------------ | --------- | --------- | ---------- | --------- |
| Jolien D'Hoore  | Damernas omnium  | 14,594        | 10            | 25        | 5         | 6           | 3:41,495             | 8           | 5            | 36,585       | 12        | 45        | 5          |           |
| Gijs Van Hoecke | Herrarnas omnium | 13,633        | 13            | 23        | 9         | 18          | 4:29,992             | 10          | 15           | 1:04,748     | 12        | 77        | 15         |           |

### Mountainbike
| Tävlande          | Gren                   | Tid     | Placering |
| ----------------- | ---------------------- | ------- | --------- |
| Sven Nys          | Herrarnas mountainbike | DNF     | DNF       |
| Kevin van Hoovels | Herrarnas mountainbike | 1:33:01 | 19        |

#### BMX
| Tävlande      | Gren | Seedning | Seedning  | Kvartsfinal | Kvartsfinal | Semifinal        | Semifinal        | Final            | Final            |
| Tävlande      | Gren | Tid      | Placering | Tid         | Placering   | Tid              | Placering        | Tid              | Placering        |
| ------------- | ---- | -------- | --------- | ----------- | ----------- | ---------------- | ---------------- | ---------------- | ---------------- |
| Arnaud Dubois | BMX  | 39,772   | 27        | 24          | 6           | Gick inte vidare | Gick inte vidare | Gick inte vidare | Gick inte vidare |

## Friidrott
Till friidrottstävlingarna har Belgien kvalificerat följande idrottare:
Förkortningar
- Notera – Placeringar gäller endast den tävlandes eget heat
- Q = Kvalificerade sig till nästa omgång via placering
- q = Kvalificerade sig på tid eller, i fältgrenarna, på placering utan att ha nått kvalgränsen
- NR = Nationellt rekord
- N/A = Omgången inte möjlig i grenen
- Bye = Idrottaren behövde inte delta i omgången

Damer
Bana och väg
| Idrottare        | Event      | Heat     | Heat      | Semifinal | Semifinal | Final            | Final            |
| Idrottare        | Event      | Resultat | Placering | Resultat  | Placering | Resultat         | Placering        |
| ---------------- | ---------- | -------- | --------- | --------- | --------- | ---------------- | ---------------- |
| Almensch Belete  | 5 000 m    | 15:10,24 | 11        | i.u.      | i.u.      | Gick inte vidare | Gick inte vidare |
| Eline Berings    | 100 m häck | 13,46    | 2 Q       | 13,46     | 7         | Gick inte vidare | Gick inte vidare |
| Élodie Ouédraogo | 400 m häck | 55,89    | 4 Q       | 55,20 PB  | 4         | Gick inte vidare | Gick inte vidare |
| Anne Zagré       | 100 m häck | 13,04    | 4 q       | 12,94     | 6         | Gick inte vidare | Gick inte vidare |

Fältgrenar
| Idrottare           | Gren     | Kval  | Kval      | Final            | Final            |
| Idrottare           | Gren     | Längd | Placering | Längd            | Placering        |
| ------------------- | -------- | ----- | --------- | ---------------- | ---------------- |
| Svetlana Bolsjakova | Tresteg  | 13,84 | 21        | Gick inte vidare | Gick inte vidare |
| Tia Hellebaut       | Höjdhopp | 1,93  | =2 q      | 1,97             | 5                |

Kombinerade grenar – sjukamp
| Idrottare  | Gren     | 100H     | HJ   | SP       | 200 m | LJ | JT | 800 m | Final | Placering |
| ---------- | -------- | -------- | ---- | -------- | ----- | -- | -- | ----- | ----- | --------- |
| Sara Aerts | Resultat | 12,94 PB | 1,65 | 14,43 PB | DNS   | —  | —  | —     | DNF   | DNF       |
| Sara Aerts | Poäng    | 1133     | 795  | 823      | 0     | —  | —  | —     | DNF   | DNF       |

Herrar
Bana och väg
| Idrottare                                                                   | Gren       | Heat     | Heat      | Semifinal | Semifinal | Final            | Final            |
| Idrottare                                                                   | Gren       | Resultat | Placering | Resultat  | Placering | Resultat         | Placering        |
| --------------------------------------------------------------------------- | ---------- | -------- | --------- | --------- | --------- | ---------------- | ---------------- |
| Jonathan Borlée                                                             | 400 m      | 44,43 NR | 1 Q       | 44,99     | 3 q       | 44,83            | 6                |
| Kévin Borlée                                                                | 400 m      | 45,14    | 1 Q       | 44,84     | 2 Q       | 44,81            | 5                |
| Michael Bultheel                                                            | 400 m häck | 49,18 PB | 6 q       | 49,10 PB  | 6         | Gick inte vidare | Gick inte vidare |
| Adrien Deghelt                                                              | 110 m häck | 13,52 PB | 3 Q       | 13,42 PB  | 4         | Gick inte vidare | Gick inte vidare |
| Jonathan Borlée Kévin Borlée Michael Bultheel Nils Duerinck* Antoine Gillet | 4 x 400 m  | 3:01,70  | 4 q       | i.u.      | i.u.      | 3:01,83          | 6                |

* Tävlade endast i försöksheaten.
Kombinerade grenar – tiokamp
| Idrottare       | Gren     | 100 m | LJ      | SP    | HJ   | 400 m | 110H  | DT    | PV   | JT    | 1500 m  | Final | Placering |
| --------------- | -------- | ----- | ------- | ----- | ---- | ----- | ----- | ----- | ---- | ----- | ------- | ----- | --------- |
| Hans van Alphen | Resultat | 11,05 | 7,64 PB | 15,48 | 2,05 | 49,18 | 14,89 | 48,28 | 4,80 | 61,69 | 4:22,50 | 8447  | 4         |
| Hans van Alphen | Poäng    | 850   | 970     | 819   | 850  | 853   | 863   | 835   | 849  | 763   | 795     | 8447  | 4         |

## Gymnastik

### Artistisk
Damer
| Idrottare  | Gren     | Kval    | Kval    | Kval    | Kval    | Kval   | Kval      | Final            | Final            | Final            | Final            | Final            | Final            |
| Idrottare  | Gren     | Redskap | Redskap | Redskap | Redskap | Totalt | Placering | Redskap          | Redskap          | Redskap          | Redskap          | Totalt           | Placering        |
| Idrottare  | Gren     | F       | V       | UB      | BB      | Totalt | Placering | F                | V                | UB               | BB               | Totalt           | Placering        |
| ---------- | -------- | ------- | ------- | ------- | ------- | ------ | --------- | ---------------- | ---------------- | ---------------- | ---------------- | ---------------- | ---------------- |
| Gaëlle Mys | Mångkamp | 13,533  | 13,266  | 13,733  | 13,166  | 53,698 | 31        | Gick inte vidare | Gick inte vidare | Gick inte vidare | Gick inte vidare | Gick inte vidare | Gick inte vidare |

Herrar
| Idrottare      | Gren     | Kval    | Kval    | Kval    | Kval    | Kval    | Kval    | Kval   | Kval      | Final   | Final   | Final   | Final   | Final   | Final   | Final  | Final     |
| Idrottare      | Gren     | Redskap | Redskap | Redskap | Redskap | Redskap | Redskap | Totalt | Placering | Redskap | Redskap | Redskap | Redskap | Redskap | Redskap | Totalt | Placering |
| Idrottare      | Gren     | F       | PH      | R       | V       | PB      | HB      | Totalt | Placering | F       | PH      | R       | V       | PB      | HB      | Totalt | Placering |
| -------------- | -------- | ------- | ------- | ------- | ------- | ------- | ------- | ------ | --------- | ------- | ------- | ------- | ------- | ------- | ------- | ------ | --------- |
| Jimmy Verbaeys | Mångkamp | 14,500  | 10,866  | 14,066  | 15,266  | 14,533  | 14,333  | 83,564 | 31 Q      | 13,933  | 14,033  | 14,000  | 15,266  | 14,833  | 13,166  | 85,231 | 21        |

## Judo
| Idrottare          | Gren                            | 32-delsfinal         | Sextondelsfinal               | Åttondelsfinal              | Kvartsfinal                    | Semifinal                 | Återkval             | Bronsmatch               | Final                | Final            |
| Idrottare          | Gren                            | Motståndare Resultat | Motståndare Resultat          | Motståndare Resultat        | Motståndare Resultat           | Motståndare Resultat      | Motståndare Resultat | Motståndare Resultat     | Motståndare Resultat | Placering        |
| ------------------ | ------------------------------- | -------------------- | ----------------------------- | --------------------------- | ------------------------------ | ------------------------- | -------------------- | ------------------------ | -------------------- | ---------------- |
| Charline van Snick | Extra lättvikt (-48 kg) Damer   | i.u.                 | Bye                           | Chung J-y (KOR) W 1000–0000 | Csernoviczki (HUN) W 1001–0000 | Menezes (BRA) L 0000–0001 | Bye                  | Pareto (ARG) W 0011–0002 | Gick inte vidare     | 3                |
| Ilse Heylen        | Halv lättvikt (-52 kg) Damer    | i.u.                 | Bye                           | Chițu (ROU) W 0010–0000     | Legentil (MRI) W 0020–0002     | Bermoy (CUB) L 0002–0011  | Bye                  | Gneto (FRA) L 0001–1001  | Gick inte vidare     | 5                |
| Dirk van Tichelt   | Lättvikt (-73 kg) Herrar        | Bye                  | Remeleh (PLE) W 0100–0000     | Delpopolo (USA) L 0000–0001 | Gick inte vidare               | Gick inte vidare          | Gick inte vidare     | Gick inte vidare         | Gick inte vidare     | Gick inte vidare |
| Joachim Bottieau   | Halv mellanvikt (-81 kg) Herrar | Bye                  | Simmonds (PAN) W 1100–0001    | Nifontov (RUS) L 0000–0010  | Gick inte vidare               | Gick inte vidare          | Gick inte vidare     | Gick inte vidare         | Gick inte vidare     | Gick inte vidare |
| Elco van der Geest | Halv tungvikt (-100 kg) Herrar  | i.u.                 | Chajbulajev (RUS) L 0100–0000 | Gick inte vidare            | Gick inte vidare               | Gick inte vidare          | Gick inte vidare     | Gick inte vidare         | Gick inte vidare     | Gick inte vidare |

## Kanotsport
Slalom
| Kanotist     | Gren                | Omgång 1 | Omgång 1  | Omgång 1 | Omgång 1  | Omgång 1 | Omgång 1  | Semifinal | Semifinal | Final            | Final            |
| Kanotist     | Gren                | Omgång 1 | Placering | Omgång 2 | Placering | Bästa    | Placering | Tid       | Placering | Tid              | Placering        |
| ------------ | ------------------- | -------- | --------- | -------- | --------- | -------- | --------- | --------- | --------- | ---------------- | ---------------- |
| Mathieu Doby | Herrarnas K1 slalom | 92.74    | 12        | 87.92    | 3         | 87.92    | 4 Q       | 102.58    | 11        | Gick inte vidare | Gick inte vidare |

Sprint
| Kanotist                                | Gren                | Heat     | Heat      | Semifinal | Semifinal | Final    | Final     |
| Kanotist                                | Gren                | Tid      | Placering | Tid       | Placering | Tid      | Placering |
| --------------------------------------- | ------------------- | -------- | --------- | --------- | --------- | -------- | --------- |
| Maxime Richard                          | Herrarnas K1 200 m  | 36,125   | 5 Q       | 37,029    | 7 FB      | 38,435   | 13        |
| Olivier Cauwenbergh Laurens Pannecoucke | Herrarnas K2 200 m  | 35,297   | 7 FB      | BYE       | BYE       | 36,336   | 12        |
| Olivier Cauwenbergh Laurens Pannecoucke | Herrarnas K2 1000 m | 3.24,304 | 4 Q       | 3.15,655  | 5 FB      | 3.13,298 | 10        |

## Landhockey
Damer
Coach: Pascal Kina
| 1. Louise Cavenaile 2. Stephanie de Groof 3. Anouk Raes 4. Judith Vandermeiren 5. Lieselotte van Lindt 6. Lola Danhaive 7. Erica Coppey 8. Gaëlle Valcke | 1. Alix Gerniers 2. Emilie Sinia 3. Charlotte de Vos (C) 4. Anne-Sophie van Regemortel 5. Barbara Nelen 6. Aisling D'Hooghe (GK) 7. Hélène Delmée 8. Jill Boon |

Reserver:
- Nadine Khouzam (GK)
- Valerie Vermeersch

Gruppspel
| Nr | Lag            | S | V | O | F | GM | IM | MS | P  |
| -- | -------------- | - | - | - | - | -- | -- | -- | -- |
| 1  | Nederländerna  | 5 | 5 | 0 | 0 | 12 | 5  | +7 | 15 |
| 2  | Storbritannien | 5 | 3 | 0 | 2 | 14 | 7  | +7 | 9  |
| 3  | Kina           | 5 | 2 | 1 | 2 | 6  | 3  | +3 | 7  |
| 4  | Sydkorea       | 5 | 2 | 0 | 3 | 7  | 12 | −5 | 6  |
| 5  | Japan          | 5 | 1 | 1 | 3 | 4  | 9  | −5 | 4  |
| 6  | Belgien        | 5 | 0 | 2 | 3 | 2  | 10 | −8 | 2  |

Herrar
Coach: Colin Batch
| 1. Xavier Reckinger 2. Jerome Dekeyser 3. John-John Dohmen 4. Florent van Aubel 5. Maxime Luycx 6. Cedric Charlier 7. Benjamin van Hove 8. Gauthier Boccard | 1. Jeffrey Thys 2. Thomas Briels 3. Felix Denayer 4. Vincent Vanasch (GK) 5. Simon Gougnard 6. Alexandre de Saedeleer 7. Tom Boon 8. Jerome Truyens (C) |

Reserver:
- Emmanuel Leroy (GK)
- Elliot van Strydonck

Gruppspel
| Nr | Lag           | S | V | O | F | GM | IM | MS  | P  |
| -- | ------------- | - | - | - | - | -- | -- | --- | -- |
| 1  | Nederländerna | 5 | 5 | 0 | 0 | 18 | 7  | +11 | 15 |
| 2  | Tyskland      | 5 | 3 | 1 | 1 | 14 | 11 | +3  | 10 |
| 3  | Belgien       | 5 | 2 | 1 | 2 | 8  | 7  | +1  | 7  |
| 4  | Sydkorea      | 5 | 2 | 0 | 3 | 9  | 8  | +1  | 6  |
| 5  | Nya Zeeland   | 5 | 1 | 2 | 2 | 10 | 14 | −4  | 5  |
| 6  | Indien        | 5 | 0 | 0 | 5 | 6  | 18 | −12 | 0  |

## Ridsport

### Dressyr
| Ryttare          | Häst      | Grand Prix | Grand Prix | Grand Prix Special | Grand Prix Special | Grand Prix Freestyle | Grand Prix Freestyle | Placering |
| Ryttare          | Häst      | Poäng      | Placering  | Poäng              | Placering          | Poäng                | Placering            | Placering |
| ---------------- | --------- | ---------- | ---------- | ------------------ | ------------------ | -------------------- | -------------------- | --------- |
| Claudia Fassaert | Donnerfee | 71,793     | 21         | 70,095             | 27                 | Ej kvalificerad      | Ej kvalificerad      | 27        |

### Fälttävlan
| Tävlande                                                                       | Häst                    | Gren        | Dressyr | Dressyr   | Terrängbana | Terrängbana | Hoppning  | Hoppning  | Hoppning        | Hoppning        | Totalt | Totalt    |
| Tävlande                                                                       | Häst                    | Gren        | Dressyr | Dressyr   | Terrängbana | Terrängbana | Kval      | Kval      | Final           | Final           | Totalt | Totalt    |
| Tävlande                                                                       | Häst                    | Gren        | Straff  | Placering | Straff      | Placering   | Straff    | Placering | Straff          | Placering       | Straff | Placering |
| ------------------------------------------------------------------------------ | ----------------------- | ----------- | ------- | --------- | ----------- | ----------- | --------- | --------- | --------------- | --------------- | ------ | --------- |
| Karin Donckers                                                                 | Gazelle de la Brasserie | Individuell | 40      | 7         | 11,6        | 18          | 4         | 16        | 6               | 15              | 61,6   | 15        |
| Virginie Caulier                                                               | Nepal du Sudre          | Individuell | 48,3    | 30        | 21,2        | 36          | 9         | 34        | ej kvalificerad | ej kvalificerad | 78,5   | 34        |
| Joris van Springel                                                             | Lully des Aulnes        | Individuell | 51,9    | 41        | 12,8        | 34          | Utgick    | Utgick    | Utgick          | Utgick          |        | 56        |
| Marc Rigouts                                                                   | Dunkas                  | Individuell | 50,7    | 36        | 56,8        | 52          | Utgick    | Utgick    | Utgick          | Utgick          |        | 58        |
| Carl Bouckaert                                                                 | Cyrano Z                | Individuell | 53,5    | 46        | Utesluten   | Utesluten   | Utesluten | Utesluten | Utesluten       | Utesluten       |        | —         |
| Karin Donckers Virginie Caulier Joris van Springel Marc Rigouts Carl Bouckaert | som ovan                | Lag         | 139     | 8         | 185,8       | 9           | 1134,1    | 10        | i.u.            | i.u.            | 1134,1 | 10        |

### Hoppning
| Tävlande          | Häst                    | Kvalifikation | Kvalifikation | Kvalifikation | Kvalifikation | Kvalifikation | Kvalifikation | Kvalifikation | Kvalifikation | Final           | Final           | Final           | Final           | Final           | Total     |
| Tävlande          | Häst                    | Runda 1       | Runda 1       | Runda 2       | Runda 2       | Runda 2       | Runda 3       | Runda 3       | Runda 3       | Runda A         | Runda A         | Runda B         | Runda B         | Runda B         | Total     |
| Tävlande          | Häst                    | Straff        | Placering     | Straff        | Total         | Placering     | Straff        | Total         | Placering     | Straff          | Placering       | Straff          | Totalt          | Placering       | Placering |
| ----------------- | ----------------------- | ------------- | ------------- | ------------- | ------------- | ------------- | ------------- | ------------- | ------------- | --------------- | --------------- | --------------- | --------------- | --------------- | --------- |
| Philippe Le Jeune | Vigo d’Arsouilles       | 0             | 1             | 8             | 8             | 31            | 0             | 0             | Utgick        | Ej kvalificerad | Ej kvalificerad | Ej kvalificerad | Ej kvalificerad | Ej kvalificerad | 31        |
| Dirk Demeersman   | Bufero van Het Panishof | 0             | 1             | 8             | 8             | 31            | 12            | 20            | 36            | 9               | 26              | Ej kvalificerad | Ej kvalificerad | Ej kvalificerad | 26        |
| Jos Lansink       | Valentina Van 't Heike  | 0             | 1             | 4             | 4             | 17            | 4             | 8             | 11            | 8               | 23              | Ej kvalificerad | Ej kvalificerad | Ej kvalificerad | 23        |
| Gregory Wathelet  | Cadjanne Z              | 4             | 42            | 4             | 8             | 31            | 4             | 12            | 26            | 12              | 29              | Ej kvalificerad | Ej kvalificerad | Ej kvalificerad | 29        |

| Tävlande                                                       | Häst     | Runda 1 | Runda 1   | Runda 2         | Runda 2         | Placering |
| Tävlande                                                       | Häst     | Straff  | Placering | Straff          | Placering       | Placering |
| -------------------------------------------------------------- | -------- | ------- | --------- | --------------- | --------------- | --------- |
| Philippe Le Jeune Dirk Demeersman Jos Lansink Gregory Wathelet | som ovan | 16      | 13        | Ej kvalificerad | Ej kvalificerad | 13        |

## Rodd
Herrar
| Tävlande    | Gren          | Heat       | Heat      | Återkval | Återkval  | Kvartsfinal | Kvartsfinal | Semifinal | Semifinal | Final    | Final     |
| Tävlande    | Gren          | Tid        | Placering | Tid      | Placering | Tid         | Placering   | Tid       | Placering | Tid      | Placering |
| ----------- | ------------- | ---------- | --------- | -------- | --------- | ----------- | ----------- | --------- | --------- | -------- | --------- |
| Tim Maeyens | Singelsculler | 6:42,52 OB | 1 QF      | Bye      | Bye       | 6:56,65     | 2 SA/B      | 7:39,78   | 6 FB      | 7:27,.51 | 12        |

## Segling
Damer
| Seglare         | Gren         | Lopp | Lopp | Lopp | Lopp | Lopp | Lopp | Lopp | Lopp | Lopp | Lopp | Lopp | Summerad poäng | Placering |
| Seglare         | Gren         | 1    | 2    | 3    | 4    | 5    | 6    | 7    | 8    | 9    | 10   | M*   | Summerad poäng | Placering |
| --------------- | ------------ | ---- | ---- | ---- | ---- | ---- | ---- | ---- | ---- | ---- | ---- | ---- | -------------- | --------- |
| Sigrid Rondelez | RS:X         | 18   | 21   | 19   | 27   | 15   | 13   | 14   | 14   | 17   | 19   | EL   | 150            | 17        |
| Evi Van Acker   | Laser radial | 3    | 2    | 3    | 8    | 1    | 5    | 8    | 1    | 8    | 3    | 6    | 40             | 3         |

M = Medaljlopp; EL = Eliminerad – gick inte vidare till medaljloppet;
Herrar
| Seglare         | Gren  | Lopp | Lopp | Lopp | Lopp | Lopp | Lopp | Lopp | Lopp | Lopp | Lopp | Lopp | Summerad poäng | Placering |
| Seglare         | Gren  | 1    | 2    | 3    | 4    | 5    | 6    | 7    | 8    | 9    | 10   | M*   | Summerad poäng | Placering |
| --------------- | ----- | ---- | ---- | ---- | ---- | ---- | ---- | ---- | ---- | ---- | ---- | ---- | -------------- | --------- |
| Wannes Van Laer | Laser | 19   | 26   | 29   | 26   | 30   | 38   | 32   | 50   | 42   | 36   | EL   | 276            | 34        |

M = Medaljlopp; EL = Eliminerad – gick inte vidare till medaljloppet;

## Simning
Damer
| Tävlande       | Gren            | Heat    | Heat      | Semifinal        | Semifinal        | Final            | Final            |
| Tävlande       | Gren            | Tid     | Placering | Tid              | Placering        | Tid              | Placering        |
| -------------- | --------------- | ------- | --------- | ---------------- | ---------------- | ---------------- | ---------------- |
| Jolien Sysmans | 50 m frisim     | 25,60   | 31        | Gick inte vidare | Gick inte vidare | Gick inte vidare | Gick inte vidare |
| Fanny Lecluyse | 200 m bröstsim  | 2.27,30 | 19        | Gick inte vidare | Gick inte vidare | Gick inte vidare | Gick inte vidare |
| Kimberly Buys  | 100 m ryggsim   | 1.01,92 | 29        | Gick inte vidare | Gick inte vidare | Gick inte vidare | Gick inte vidare |
| Kimberly Buys  | 100 m fjärilsim | 58,79   | 19        | Gick inte vidare | Gick inte vidare | Gick inte vidare | Gick inte vidare |

Herrar
| Tävlande                                                                            | Gren               | Heat    | Heat      | Semifinal        | Semifinal        | Final            | Final            |
| Tävlande                                                                            | Gren               | Tid     | Placering | Tid              | Placering        | Tid              | Placering        |
| ----------------------------------------------------------------------------------- | ------------------ | ------- | --------- | ---------------- | ---------------- | ---------------- | ---------------- |
| Jasper Aerents                                                                      | 50 m frisim        | 23,43   | 22        | Gick inte vidare | Gick inte vidare | Gick inte vidare | Gick inte vidare |
| Pieter Timmers                                                                      | 100 m frisim       | 48,54   | 1 Q       | 48,57            | 7                | Gick inte vidare | Gick inte vidare |
| Glenn Surgeloose                                                                    | 200 m frisim       | 1.48,77 | 25        | Gick inte vidare | Gick inte vidare | Gick inte vidare | Gick inte vidare |
| François Heersbrandt                                                                | 100 m fjärilsim    | 52,22   | 6 Q       | 52,71            | 8                | Gick inte vidare | Gick inte vidare |
| Ward Bauwens                                                                        | 400 m medley       | 4.16,71 | 16        | i.u.             | i.u.             | Gick inte vidare | Gick inte vidare |
| Jasper Aerents Dieter Dekoninck Pieter Timmers Emmanuel Vanluchenne Yoris Grandjean | 4x100 meter frisim | 3.13,89 | 5 Q       | i.u.             | i.u.             | 3.14,40          | 8                |
| Louis Croenen Dieter Dekoninck Glenn Surgeloose Pieter Timmers Yoris Grandjean      | 4x200 m frisim     | 7.14,44 | 6         | i.u.             | i.u.             | Gick inte vidare | Gick inte vidare |
| Brian Ryckeman                                                                      | Maraton 10 km      | i.u.    | i.u.      | i.u.             | i.u.             | 1:51.27,1        | 16               |

## Tennis
| Tävlande         | Gren       | 32-delsfinal                           | 16-delsfinal                       | 8-delsfinal               | Kvartsfinal                | Semifinal            | Final                | Final            |
| Tävlande         | Gren       | Motståndare Resultat                   | Motståndare Resultat               | Motståndare Resultat      | Motståndare Resultat       | Motståndare Resultat | Motståndare Resultat | Placering        |
| ---------------- | ---------- | -------------------------------------- | ---------------------------------- | ------------------------- | -------------------------- | -------------------- | -------------------- | ---------------- |
| Kim Clijsters    | Damsingel  | Vinci (ITA) W 6–1, 6–4                 | Suárez Navarro (ESP) W 6–3, 6–3    | Ivanović (SRB) W 6–3, 6–4 | Sjarapova (RUS) L 2–6, 5–7 | Gick inte vidare     | Gick inte vidare     | Gick inte vidare |
| Yanina Wickmayer | Damsingel  | Medina Garrigues (ESP) W 6–2, 4–6, 7–5 | Wozniacki (DEN) L 4–6, 6–3, 3–6    | Gick inte vidare          | Gick inte vidare           | Gick inte vidare     | Gick inte vidare     | Gick inte vidare |
| Steve Darcis     | Herrsingel | Berdych (CZE) W 6–4, 6–4               | Giraldo (COL) W 6–7(4–7), 6–4, 6–4 | Almagro (ESP) L 5–7, 3–6  | Gick inte vidare           | Gick inte vidare     | Gick inte vidare     | Gick inte vidare |
| David Goffin     | Herrsingel | Mónaco (ARG) L 4–6, 1–6                | Gick inte vidare                   | Gick inte vidare          | Gick inte vidare           | Gick inte vidare     | Gick inte vidare     | Gick inte vidare |
| Olivier Rochus   | Herrsingel | Isner (USA) L 6–7(1–7), 4–6            | Gick inte vidare                   | Gick inte vidare          | Gick inte vidare           | Gick inte vidare     | Gick inte vidare     | Gick inte vidare |

## Triathlon
| Tävlande          | Gren                | Simning (1,5 km) | Trans 1 | Cykling (40 km) | Trans 2 | Löpning (10 km) | Totalt  | Placering |
| ----------------- | ------------------- | ---------------- | ------- | --------------- | ------- | --------------- | ------- | --------- |
| Katrien Verstuyft | Damernas triathlon  | 19.43            | 0.45    | 1:07.30         | 0.31    | 35.40           | 2:03.38 | 28        |
| Simon De Cuyper   | Herrarnas triathlon | 17.58            | 0.42    | 59.45           | 0.25    | 31.10           | 1:50.00 | 26        |

## Tyngdlyftning
Belgien kvalificerade en tyngdlyftare, Tom Goegebuer, till herrarnas tävling.